# Ludwig Karl von Kalckstein
Ludwig Karl von Kalckstein (né le 10 mars 1725 à Berlin et mort le 12 novembre 1800 à Magdebourg) est un maréchal prussien et plus récemment chef du régiment d'infanterie du même nom ainsi que gouverneur de Magdebourg. Il est également chevalier de l'Ordre de Saint-Jean et chanoine du monastère de Magdebourg.

## Biographie

### Origine
Ludwig Karl von Kalckstein est le plus jeune fils du maréchal prussien Christoph Wilhelm von Kalckstein et de son épouse Christophera Erna Lucretia Brandt von Lindau (de) (née le 24 septembre 1700 et morte le 25 janvier 1729).

### Carrière militaire
Il grandit chez ses parents, est cadet à Berlin et rejoint l'armée prussienne en 1742 à la demande de son père. Il reçoit son baptême du feu à la bataille de Chotusitz en tant qu'adjudant de son oncle. Son comportement courageux dans cette bataille est remarqué par le Generalfeldzeugmeister von Schmettau (de). Sur ses conseils, Kalckstein devient enseigne dans le régiment d'infanterie de son père en 1744. La même année, il marche avec l'armée en Bohême, où il participe au siège de Prague puis envahit la Haute-Silésie avec l'armée de Léopold d'Anhalt-Dessau. En 1745, il combat à nouveau comme adjudant aux côtés de son père lors des batailles de Hohenfriedberg, de la bataille de Soor et de la bataille d'Hennersdorf.
Après la paix de Dresde, il vient à Berlin et devient sous-lieutenant. En 1747, il est transféré au 16e régiment en Prusse et y est promu premier lieutenant en 1752. Kalckstein participe à la guerre de Sept Ans en tant qu'officier dans l'armée de Lehwaldt et survit également à la bataille de Groß-Jägersdorf. Son régiment est ensuite transféré en Poméranie suédoise, où il participe également aux batailles autour de Demmin.
En 1758, il rejoint le bataillon libre von Hordt (de) en tant que capitaine. Là, le lieutenant-général von Manteufel prend conscience de ses talents de combattant et recommande au roi de le promouvoir au grade de major. Kalckstein poursuit ensuite sa carrière d'officier dans l'armée du général von Manteuffel (de) en Poméranie suédoise. Lors de l'attaque suédoise sur le pont d'Anklam, le major, qui se trouve en position défensive, est capturé pour la première fois. Sa captivité prend fin au bout de 14 jours seulement et il est échangé. Il est ensuite chargé de poursuivre les négociations sur l'échange de prisonniers. Plus tard, il est impliqué dans d'autres combats intenses avec les Suédois près de Taschenberg dans l'Uckermark,  lorsque la cavalerie suédoise réussit à mettre en échec une compagnie prussienne de 132 hommes sous les ordres de Kalckstein. Ce n'est qu'après que 53 hommes sont déjà blessés et tués que la majeure partie se rend à nouveau. Cette captivité est également assez courte ; après seulement quelques mois, Kalckstein est échangé.
Il poursuit sa carrière militaire sous le régiment d'Eugène de Wurtemberg, qui commande à l'époque l'armée prussienne en Poméranie. Kalckstein est le commandant d'un bataillon de l'armée composé de tous les régiments de campagne. Avec ce bataillon, il combat, entre autres avant Kolberg. Après la dissolution du bataillon, il reprend un régiment de grenadiers constitué à partir des grenadiers des régiments n° 13 (Syburg) et no 26 (Linden (de)). Avec ce régiment, il s'installe dans le Mecklembourg en 1761 et prend d'assaut Malchin avec lui le 23 décembre 1761. Après la paix entre les Russes et les Suédois, il rejoint l'armée du prince Henri dans le corps du général Seydlitz en 1762. L'armée s'installe en Bohême sous la direction des généraux Seydlitz et Kleist. Le régiment Kalckstein mène la première attaque contre le Teplitzer Höhe, perdant 270 hommes (2 août 1762). Kalckstein, dont le cheval est abattu, est de nouveau fait prisonnier. Au bout de deux mois, il est à nouveau remplacé grâce à l'intervention de son mécène financièrement solide, le prince Henri. Il arrive à Oschatz, où est désormais stationné son bataillon.
Après la paix, il conduit personnellement le régiment à Berlin, où il est dissous et les grenadiers retournent dans leurs régiments d'origine. En avril 1763, il devient commandant du second bataillon du régiment du prince Henri. Le 1er octobre 1764, il est fait chevalier de Saint-Jean, puis promu lieutenant-colonel en 1767 et colonel en 1771. En 1772, il devient commandant du régiment. Le 2 avril, on lui confie la responsabilité supérieure du 20e régiment d'infanterie. Lors de la guerre de Succession de Bavière, il est réaffecté à l'armée du prince Henri. Kalckstein dirige l'avant-garde de cinq bataillons de grenadiers. En 1779, il retourne dans ses quartiers de Magdebourg. En 1784, il demande sa libération, ce qui lui est accordé. Le roi Frédéric-Guillaume II lui confie la prébende du monastère de Magdebourg et il est nommé lieutenant général avec une commission datée du 6 mars 1786 et chef du 28e régiment d'infanterie.
Il devient gouverneur de Magdebourg en 1789 et est nommé chef du 5e régiment d'infanterie. Le 26 septembre 1790, il reçoit l'Ordre de l'Aigle noir. Après la mort du duc Ferdinand de Brunswick, doyen de la cathédrale de Magdebourg, il est nommé général d'infanterie le 6 janvier 1794 et enfin maréchal général le 21 mai 1798. Il meurt à Magdebourg en 1800 et est enterré dans la cathédrale locale.

### Famille
Kalckstein se marie le 23 mai 1764 avec Henriette Anguste von Borcke (née le 14 février 1745 et mort le 23 mars 1792 à Magdebourg). Elle est la fille du ministre d'État Friedrich Wilhelm von Borcke (de). Après sa mort, il se marie avec Ferdinande Adolhine Henriette Eleonore Sophie, veuve von Meyerinck (de), née von Biedersee (née le 28 mars 1764 à Berlin et mort le 3 avril 1820 dans la même ville) le 25 février 1795 à Magdebourg. Heinrich von Meyerinck (de) devient ainsi son beau-fils. Kalckstein ne laisse aucun enfant.